# Baroud (film)
Pour les articles homonymes, voir Baroud (homonymie).
Pour plus de détails, voir Fiche technique et Distribution.
Baroud est un film franco-britannique réalisé par Rex Ingram et Alice Terry sorti en 1932. 
Une version anglaise est tournée en parallèle, sous le même titre ; seuls les acteurs Rosita Garcia, Pierre Batcheff et Andrews Engelmann tournent dans les deux versions.

## Synopsis
André Duval, Français, et Si Ahmed, Marocain, sont des spahis et partagent une bonne entente. Jusqu'au jour où André séduit la sœur de Si. Ce dernier veut laver l'affront fait à sa famille. Mais lorsque la maison de la famille marocaine est attaquée, c'est André qui vient à leur secours.

## Fiche technique
- Réalisation : Rex Ingram, Alice Terry
- Scénario : Rex Ingram, André Jaeger-Schmidt
- Production : André Weill
- Musique originale : Jack Beaver
- Photographie : Léonce-Henri Burel et Paul Portier
- Lieux de tournage : Studios de la Victorine[1]
- Montage : Lothar Wolff
- Pays de production :  France/ Royaume-Uni
- Langue : français
- Format : Noir et blanc - Son mono (RCA Sound System)  - 1,20:1
- Durée : 79 minutes
- Genre : Film d'action - romance
- Date de sortie : 
  - France - 18 novembre 1932

## Distribution
- Philippe Moretti : Si Allal - Caïd d'IIllouet
- Rosita Garcia : Zinah - la fille de Si Allal
- Pierre Batcheff : Si Hamed - le fils de Si Allal - Maréchal des Logis de Spahis
- Roland Caillaux : André Duval - Sergent de Spahis
- Arabella Fields : Mabrouka
- Andrews Engelmann : Si Amarock - Chef de tribu rebelle
- Georges Busby : Lakhdar
- Roger Gaillard : Capitaine Labry
- Colette Darfeuil : Arlette
- Adrien Caillard
- Jean-Louis Allibert

## Autour du film
- C'est le dernier et le seul film parlant tourné par Rex Ingram.